# Kościół Trójcy Przenajświętszej w Będzinie
Kościół Trójcy Przenajświętszej – rzymskokatolicki kościół parafialny z XIV wieku, przebudowany w XIX wieku w Będzinie, wpisany do rejestru zabytków nieruchomych śląskiego, należący do dekanatu będzińskiego diecezji sosnowieckiej. 
Jest to murowana świątynia, wybudowana około 1364 roku w obrębie grodu obronnego, pierwotnie nosiła cechy stylu gotyckiego, natomiast w efekcie rozbudowy nabrała cechy stylu barokowego. W 1560 roku kościół został przejęty przez braci polskich dzięki wstawiennictwu kasztelana będzińskiego Jana Firleja. Pod koniec XVI w. kościół wrócił do katolików. W czasie najazdu Szwedów świątynia została ograbiona i spalona. W okresie późniejszym była wielokrotnie rozbudowywana

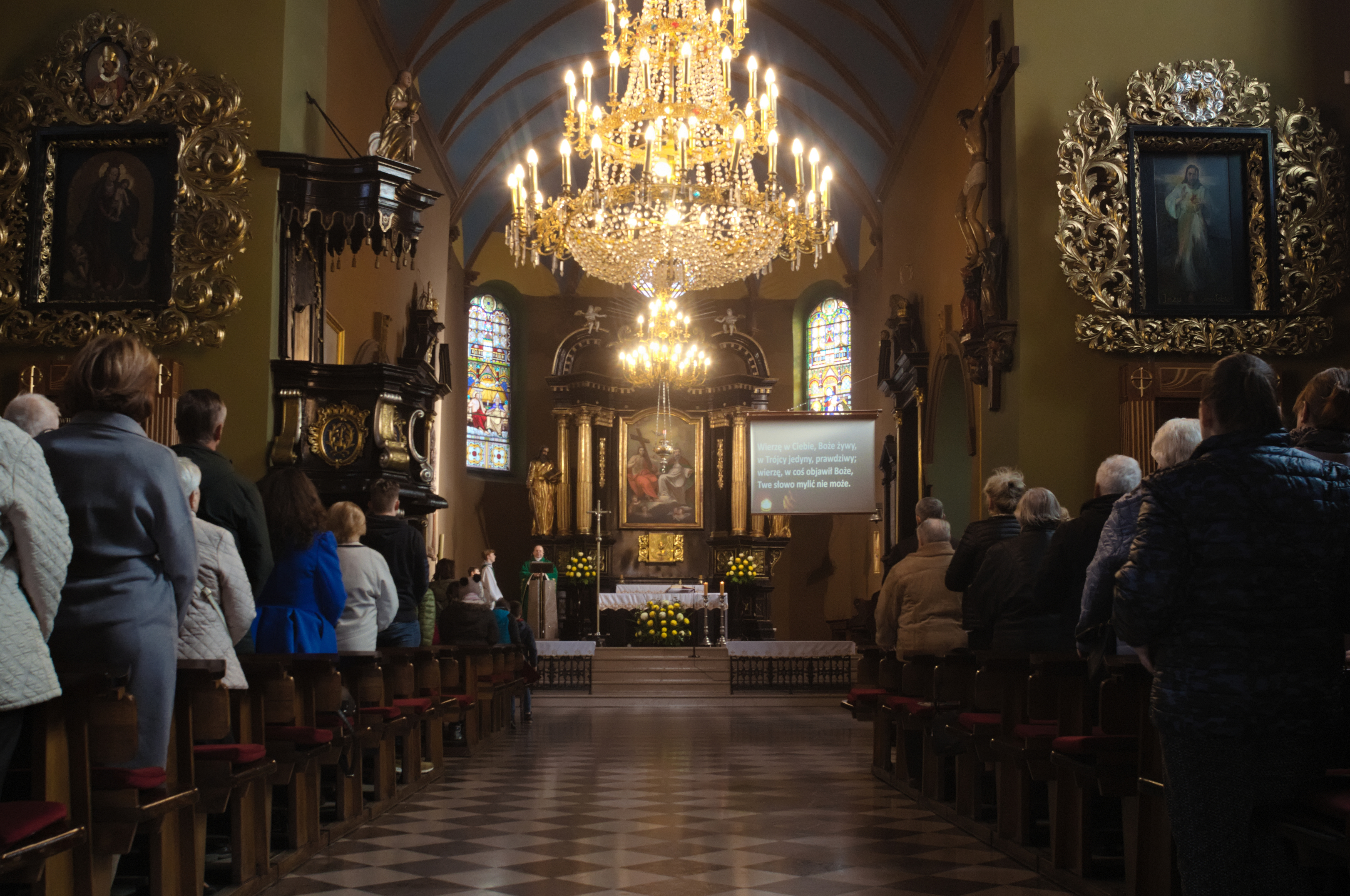
Wnętrze świątyni (2019)

W XVIII wieku dzięki fundacji rodu Mieroszewskich z Gzichowa została dobudowana kaplica Matki Bożej Częstochowskiej, natomiast w XIX wieku dzięki staraniom księdza Leopolda Dobrzańskiego świątynia została rozbudowana o kaplicę Serca Jezusowego, nową zakrystię i tzw. „babiniec". We wnętrzu kościoła znajduje się wyposażenie w stylu barokowym, w tym m.in. ołtarz główny z obrazem „Święta Trójca” namalowanym przez Michała Stachowicza. Na balustradzie chóru muzycznego są umieszczone odtworzone w 2011 roku zaginione portrety Wojciecha i Doroty Mieroszewskich.
W latach 2013–2015 kościół przeszedł generalny remont mający na celu uchronienie go przed osunięciem się ze wzgórza zamkowego oraz naprawienie spękanych i zniszczonych murów.